# Rastrococcus chinensis
Rastrococcus chinensis är en insektsart som beskrevs av Ferris 1954. Rastrococcus chinensis ingår i släktet Rastrococcus och familjen ullsköldlöss. Inga underarter finns listade i Catalogue of Life.